# 京都大学蹴球部
京都大学蹴球部（きょうとだいがくしゅうきゅうぶ）または京都大学体育会サッカー部（きょうとだいがくたいいくかいさっかあぶ、英語: Kyoto University Football Club）は、京都府京都市左京区にある京都大学のサッカー部。

## 歴史
東京大学運動会ア式蹴球部の部員が京大に在学する高校時代の旧友に呼びかけたのが経緯となり、1925年5月に創設された。
1925年に「関西専門学校ア式蹴球連盟（現在の関西学生サッカー連盟）」へ加盟し、1926年から関西専門学校ア式蹴球リーグ（現在の関西学生サッカーリーグ）へ参加。1927年に関西学院と同率1位の成績（初優勝）を収め、1932年から34年まで同リーグで3連覇を果たした。
また、1927年の第8回極東選手権競技大会に当時主将の香川幸がサッカー日本代表として選出された。1934年に開催された第10回極東選手権競技大会で金澤宏が日本代表へ選出された。
1928年10月に開催されたア式蹴球全國優勝競技會（第8回天皇杯全日本サッカー選手権大会）へ出場し、決勝で早大WMWに敗れたが準優勝の成績を残した。
1949年に東京大学との定期戦が開始された。

## 主な成績
- 天皇杯全日本サッカー選手権大会
  - 準優勝：1回（1928）
- 関西学生サッカーリーグ1部
  - 優勝：7回（1927, 1930, 1932, 1933, 1934, 1937, 1941）
  - 準優勝：3回（1929, 1931, 1938）
  - 3位：10回（1926, 1928, 1935, 1936, 1939, 1940, 1942, 1962, 1963, 1964）
- 東西学生蹴球対抗王座決定戦
  - 準優勝：5回（1930, 1932, 1933, 1934, 1937）

## 成績
関西学生サッカーリーグ
| 年度 | 所属         | 順位 | 勝敗       |
| ---- | ------------ | ---- | ---------- |
| 2008 | 2部Bブロック | 10位 | 1勝1分16敗 |
| 2009 | 3部Bブロック | 2位  | 15勝2分1敗 |
| 2010 | 3部Aブロック | 4位  | 8勝4分5敗  |
| 2011 | 3部Cブロック | 3位  | 13勝3敗    |
| 2012 | 3部Aブロック | 1位  | 13勝2分1敗 |
| 2013 | 2部Bブロック | 6位  | 7勝3分8敗  |
| 2014 | 2部Bリーグ   | 5位  | 10勝1分7敗 |
| 2015 | 2部Bリーグ   | 3位  | 10勝4分4敗 |
| 2016 | 2部Bリーグ   | 8位  | 4勝3分11敗 |
| 2017 | 2部Bリーグ   | 3位  | 12勝1分5敗 |
| 2018 | 2部Bリーグ   | 3位  | 11勝2分5敗 |
| 2019 | 2部Bリーグ   | 5位  | 7勝5分6敗  |
| 2020 | 2部Bリーグ   | 7位  | 4勝2分5敗  |
| 2021 | 3部          | 6位  | 10勝5分7敗 |
| 2022 | 3部          | 6位  | 12勝3分7敗 |
| 2023 | 3部          | 3位  | 13勝3分6敗 |